# عالی محمود
عالی محمود، روستایی از توابع بخش مرکزی شهرستان الیگودرز در استان لرستان ایران است.سد مخزنی خاکی این روستا در سال 92 کلنگ زنی شده و تا به امروز 30 درصد پیشرفت فیزیکی داشته که در صورت تکمیل پروژه آب مورد نیاز 800 هکتار از اراضی کشاورزی را تامین خواهد کرد.

## جمعیت
این روستا در دهستان پاچه لک شرقی قرار دارد و براساس سرشماری مرکز آمار ایران در سال ۱۳۸۵، جمعیت آن ۲۰۵ نفر (۳۵خانوار) بوده‌است.